# Szklary (przystanek kolejowy na Litwie)
Szklary (lit. Šklėriai, ros. Шклеряй) – przystanek kolejowy w miejscowości Szklary, w okręgu wileńskim, w rejonie trockim, na Litwie. Leży na linii dawnej Kolei Warszawsko-Petersburskiej.